# 갈리미무스
갈리미무스(학명: Gallimimus)는 수각류 공룡의 일종이다. 학명의 의미는 ‘닭을 닮은 도마뱀’이고, 타조공룡으로 알려진 오르니토미무스과의 종류이다. 전체 몸 길이는 4-7m이고, 높이는 3.5m, 체중은 440kg 정도로 추정되며, 다른 과에 속하는 베이샨롱과 데이노케이루스를 제외하면 같은 목에 속한 공룡 중에서는 최대종이며 오르니토미무스과에 속한 공룡 가운데서는 가장 덩치가 크다. 지금으로부터 7,000만년 전 백악기후기 몽골에서 서식한 것으로 알려져 있다. 골격으로 보아 이족보행을 하는 공룡으로 보이며 뒷다리가 튼튼하게 발달했다.

## 발견
화석은 1970년대 초반 고비 사막에서 발견되었고, Rinchen Barsbold, Halszka Osmólska, 및 Ewa Roniewicz에 의해 1972년 명명되었다.

## 특징
골격으로부터 오늘날의 타조와 같이 시속70km정도의 속도로 달리는 것이 가능했을 것으로 보이며, 빠르게 달려 타르보사우루스 같은 포식자로부터 수월하게 도망칠 수 있었던 것으로 보인다. 가늘고 긴 목과 다리, 꼬리를 가지고 있었다. 앞다리는 짧고, 특히 발이 오르니토미무스류로서는 상대적으로 짧고 앞다리가 전체의 1/4밖에 되지 않았다. 또한 방향 전환을 위한 칼깃이 달려 있었다. 머리 부분은 작고, 눈은 컸으며, 입술 부분은 부리 모양을 하고 있다. 긴 꼬리는 균형을 잡는 역할을 하였다. 오늘날의 조류와 같이 속이 텅빈 뼈를 가지고 있었다. 몸에 비해서 상대적으로 큰 뇌를 가지고 있었던 것이 판명되었고, 머리가 좋은 공룡 중 하나였을 것으로 추정된다. 부리에 수염 모양의 여과 장치가 있는 것으로 보아 오늘날의 홍학과 비슷한 생활사를 지녔을 수도 있다. 그러나 이를 단순한 부리 조직으로 보는 학자도 있어 일반적으로 잡식 공룡으로 추정된다.

## 사진

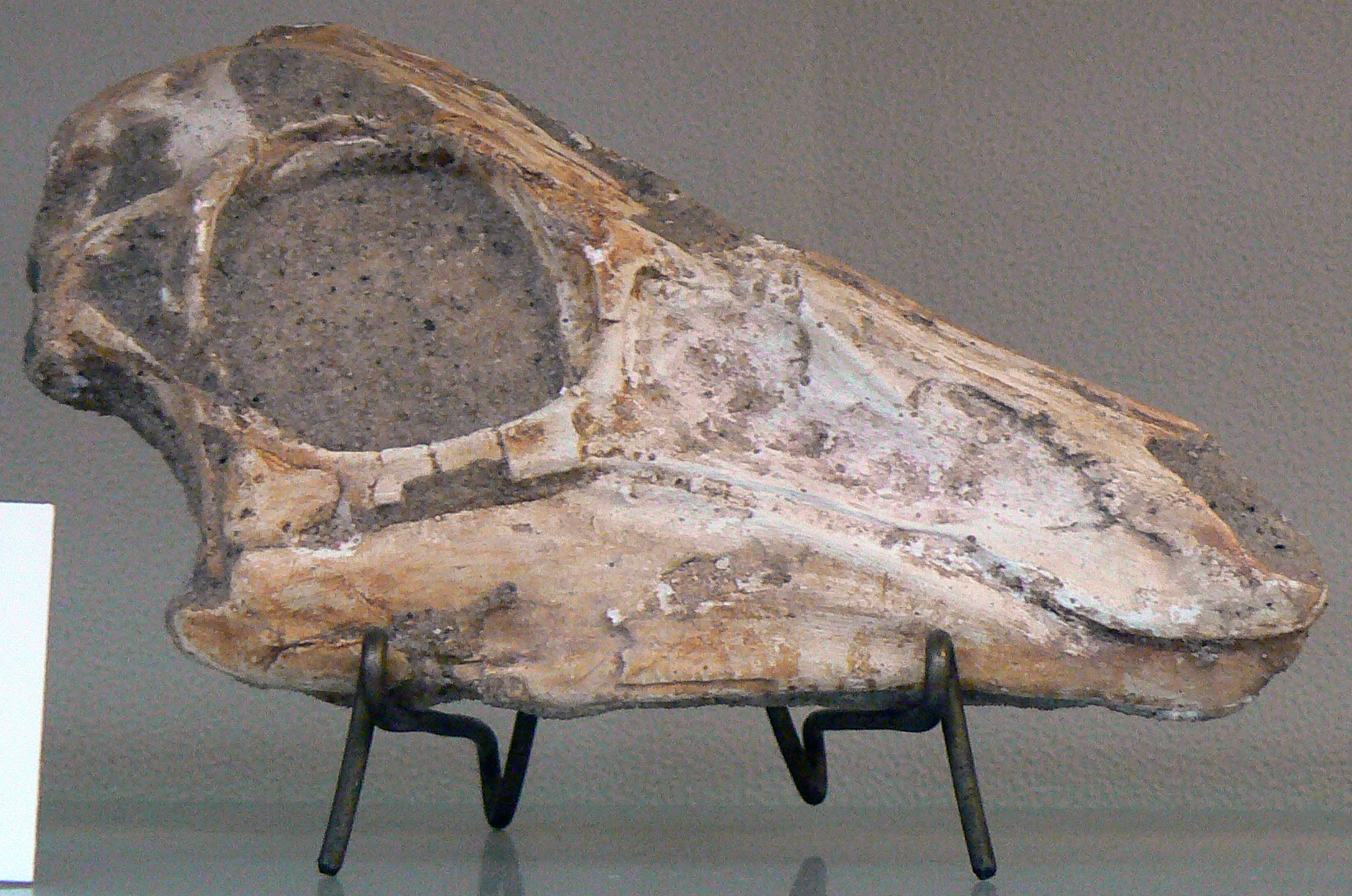
Gallimimus bullatus의 골격
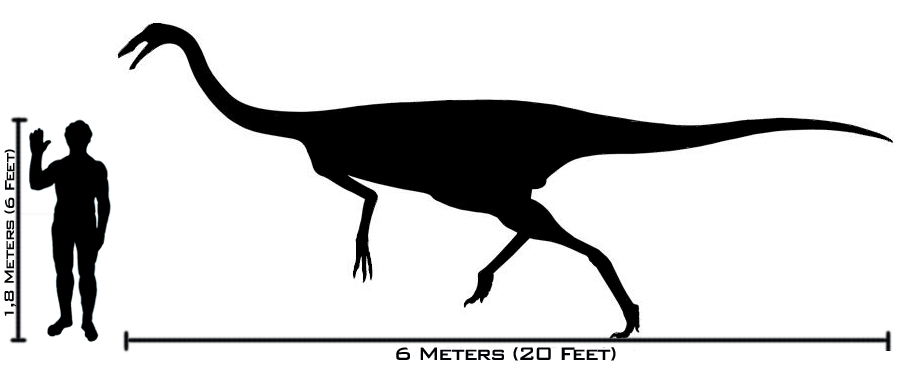
사람과의 비교